# Formule de Clausius-Mossotti
La formule de Clausius-Mossotti est une relation entre la polarisabilité microscopique {\displaystyle \alpha } d'un milieu diélectrique et sa constante diélectrique (permittivité relative) macroscopique {\displaystyle \epsilon _{r}}.
Elle s'écrit, dans le système SI :
{\displaystyle {\frac {\epsilon _{r}-1}{\epsilon _{r}+2}}={\frac {1}{3\epsilon _{0}}}N\alpha }
Où N est une densité (nombre de particules polarisables par unité de volume) et {\displaystyle \epsilon _{0}} la permittivité du vide.
Cette relation provient de ce que le champ électrique microscopique ressenti par un des dipôles polarisables diffère du champ électrique macroscopique par une correction proportionnelle à la
polarisabilité du milieu.

## Démonstration
La formule se démontre en injectant l'expression de Lorentz du champ local dans la formule de la polarisation.